# Thiotricha tetraphala
Thiotricha tetraphala is een vlinder uit de familie van de tastermotten (Gelechiidae). De wetenschappelijke naam van de soort is voor het eerst geldig gepubliceerd in 1886 door Edward Meyrick.